# Franka Dietzsch
Franka Dietzsch (Wolgast, 22 gennaio 1968) è un'ex discobola tedesca, vincitrice di tre titoli mondiali rispettivamente nel 1999 a Siviglia, nel 2005 a Helsinki e nel 2007 ad Osaka.
Ha anche vinto un titolo europeo ai Campionati europei di Budapest 1998.

## Palmarès
| Anno | Manifestazione    | Sede       | Evento           | Risultato | Misura  | Note                                     |
| ---- | ----------------- | ---------- | ---------------- | --------- | ------- | ---------------------------------------- |
| 1986 | Mondiali juniores | Atene      | Lancio del disco | Argento   | 60,26 m |                                          |
| 1992 | Olimpiadi         | Barcellona | Lancio del disco | 12ª       | 60,24 m |                                          |
| 1993 | Mondiali          | Stoccarda  | Lancio del disco | 8ª        | 62,06 m | Miglior prestazione personale stagionale |
| 1994 | Europei           | Helsinki   | Lancio del disco | 9ª        | 59,18 m |                                          |
| 1995 | Mondiali          | Göteborg   | Lancio del disco | 7ª        | 61,28 m |                                          |
| 1996 | Olimpiadi         | Atlanta    | Lancio del disco | 4ª        | 65,48 m |                                          |
| 1998 | Europei           | Budapest   | Lancio del disco | Oro       | 67,49 m |                                          |
| 1999 | Mondiali          | Siviglia   | Lancio del disco | Oro       | 68,14 m |                                          |
| 2000 | Olimpiadi         | Sydney     | Lancio del disco | 6ª        | 63,18 m |                                          |
| 2001 | Mondiali          | Edmonton   | Lancio del disco | 4ª        | 65,38 m |                                          |
| 2003 | Mondiali          | Parigi     | Lancio del disco | 13ª       | 59,77 m |                                          |
| 2004 | Olimpiadi         | Atene      | Lancio del disco | 27ª       | 58,12 m |                                          |
| 2005 | Mondiali          | Helsinki   | Lancio del disco | Oro       | 66,56 m | Miglior prestazione personale stagionale |
| 2006 | Europei           | Göteborg   | Lancio del disco | Argento   | 64,35 m |                                          |
| 2007 | Mondiali          | Osaka      | Lancio del disco | Oro       | 66,61 m |                                          |
| 2009 | Mondiali          | Berlino    | Lancio del disco | 23ª (q)   | 58,44 m |                                          |

## Riconoscimenti
- Vince il premio Rudolf-Harbig-Gedächtnispreis dell'anno 2006.
- 2 volte atleta tedesca dell'anno: 2005,[1] 2007.[2]